# 斯德哥尔摩证券交易所大楼
斯德哥尔摩证券交易所大楼位于瑞典斯德哥尔摩老城，为瑞典学院所拥有，是学院进行活动和颁布诺贝尔文学奖的地点，也是斯德哥尔摩证券交易所开展业务的场所。
诺贝尔博物馆也设立在该大楼内。